# Socket 8
Socket 8 – fizyczna i elektryczna specyfikacja gniazd przeznaczonych dla procesorów Intel Pentium Pro. Gniazdo ma nietypowy wydłużony kształt, wynikający z umieszczenia pamięci cache drugiego poziomu obok procesora.
Socket 8 był montowany, oprócz płyt głównych, również na adapterach podobnych do tych stosowanych przez Pentium II, które były umieszczane w gnieździe Slot 1. Później adaptery te zostały zastąpione przez procesory Pentium II. Umożliwiło to użytkownikom Pentium Pro późniejszy upgrade.